# Rozmowa człowieka ze swoim Ba
Rozmowa człowieka ze swoim Ba – dzieło zaliczane do literatury mądrościowej z epoki Średniego Państwa, uznawane za jedno z największych arcydzieł literatury Starożytnego Egiptu, przetłumaczone na 26 języków nowożytnych, było także przedmiotem licznych interpretacji oraz dyskusji wśród ekspertów. Tekst nie zachował się w całości, zakłada się, że brakuje sporej części początkowej partii. Rozmowa interpretowana jest między innymi jako dialog o samobójstwie, krytyka egipskiej kultury funeralnej, pierwsze w historii dzieło wspominające kwestię nieśmiertelności duszy oraz analizę sprzeczności, które miały miejsce w społeczeństwie egipskim po rozpowszechnieniu się kultu Ozyrysa.

## Pojęcie Ba
Ba jest uznawane za jednego z rozmówców, przedstawiane jako ptak z ludzką głową i uznawane za nieśmiertelny pierwiastek oraz siłę życiową, przez wielu naukowców interpretowane jako ludzka dusza. Na przełomie Starego i Średniego Państwa doszło do zmiany w postrzeganiu Ba, początkowo utożsamiane było z osobą, do której należało lub która się nim stawała, później jednak zaczęło stanowić osobną postać. Personifikacja Ba jest cechą charakterystyczną literatury nagrobnej aż do czasów Okresu Późnego.

### Filozoficzne znaczenie Rozmowy
Rozmowa człowieka ze swoim Ba jest swojego rodzaju krytyką kultury funeralnej ówczesnego Egiptu. Człowiek reprezentujący tradycyjne zabiegi pogrzebowe wchodzi w dialog wewnętrzny ze swoim Ba, które krytykuje te zwyczaje, uznając je za daremne. Powyższe rozdarcie podmiotu może być także wyrażeniem dylematów, które przeżywali Egipcjanie tamtych czasów. Inną interpretacją Rozmowy jest uznanie tekstu jako przedstawienia różnych postaw wobec praktyk pogrzebowych, a także wiary w ich skuteczność, wynikających z różnych poglądów, a nie mających związku z intensywnymi przemianami społecznymi tamtych czasów.
Innym poglądem, który odwróciłby role Ba oraz człowieka jest założenie, iż popularyzacja kultu Ozyrysa miała związek z „demokratyzacją życia pozagrobowego”: życie pozagrobowe nie było już dedykowane jedynie dla faraona i każdy zyskał swoje Ba. Wobec powyższych założeń to Ba broni przekonań pragmatycznych oraz konserwatywnych, a człowiek reprezentuje religijne i zaświatowe nowinkarstwo obce myśli Starego Państwa.
Interpretując Rozmowę jako stylizowany dialog, można uznać dzieło za reprezentację wątpliwości, które dręczą osobę religijną.  Z jednej strony posiada ona wysoką potrzebę życia według zasad moralnych, gardzi upadkiem obyczajów i doczesnością, z drugiej strony nie jest do końca pewna, czy jej przekonania są prawdziwe. W tej interpretacji, Ba może jawić się jako pokazujące inne alternatywy, wodzi człowieka na pokuszenie, zachęcając go to skupienia się na doczesności. Człowiek poddany próbie nie daje się oszukać i odpiera zwycięsko przedstawiane mu przez Ba rozterki.